# ヨハン・ブルグミュラー
- ヨハン・ブルグミュラー
- ヨハン・ブルクミュラー

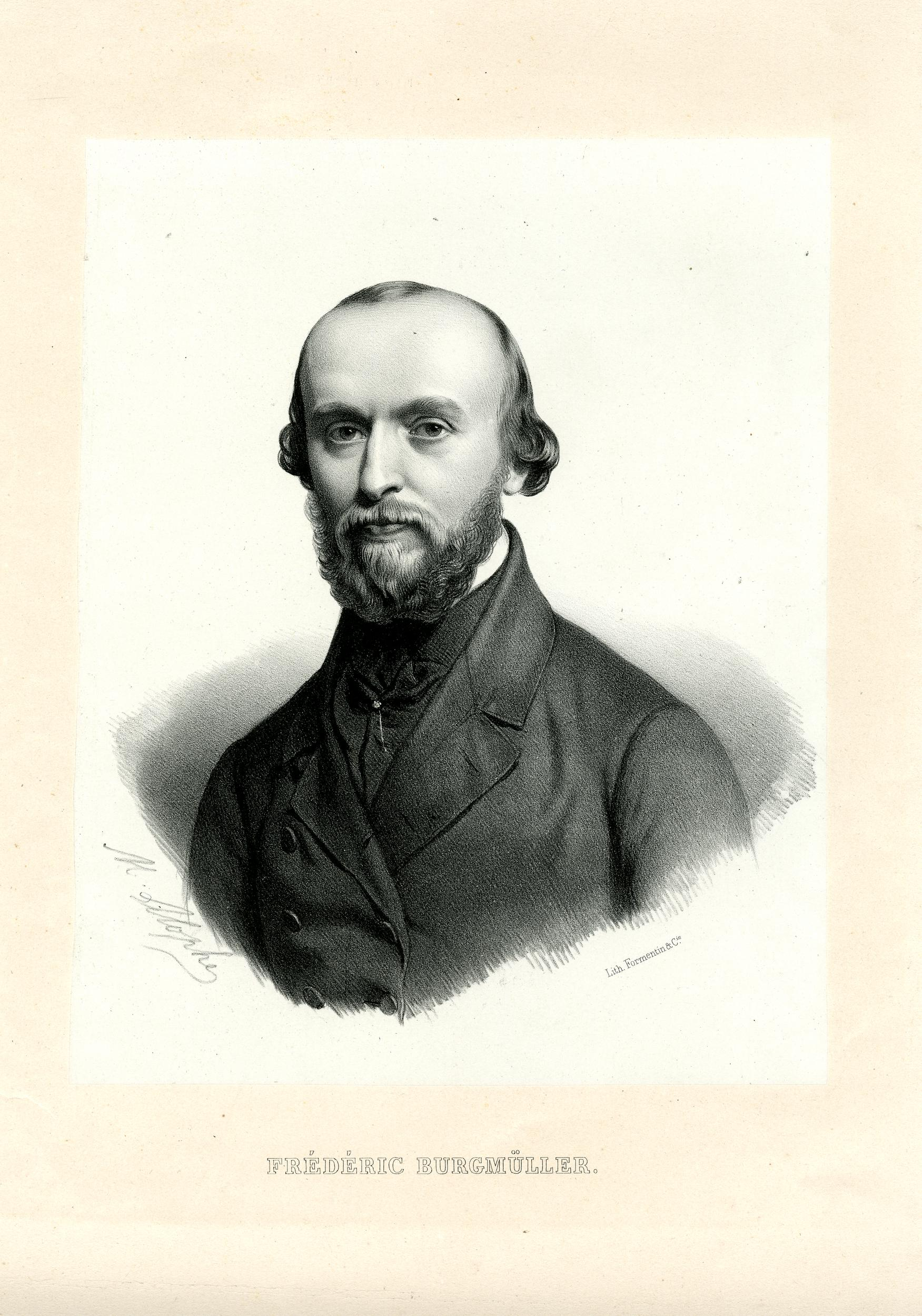
ヨハン・ブルクミュラー

ヨハン・フリードリヒ・フランツ・ブルクミュラー（Johann Friedrich Franz Burgmüller, 1806年12月4日 - 1874年2月13日）は、ドイツ生まれの作曲家・ピアニスト。日本では入門期のピアノ教則本「易しく段階的な25の練習曲 作品100」などで知られる。なお、姓名を短く言う場合、欧米ではふつう「フリードリヒ・ブルクミュラー」と言われる。

## 人物・来歴
ブルクミュラーはドイツのレーゲンスブルクで生まれた。父はオルガン奏者・指揮者のヨハン・アウグスト・フランツ・ブルクミュラー（1766年 - 1824年）で、後にデュッセルドルフ市音楽監督となった。
1832年以降は1874年に没するまでパリを中心に活動し、ピアノの小品（「25の練習曲 作品100」や「18の練習曲 作品109」など）や少数のオペラ、バレエ音楽などを作曲している。アドルフ・アダン作曲のバレエ『ジゼル』の第1幕後半に「村娘のパ・ド・ドゥ」と呼ばれる5曲からなる部分を追加作曲しており、管弦楽作品としてはこれが最も聴く機会の多いものである。他にバレエ曲『ラ・ペリ』（ポール・デュカスの作品とは別物）など。
ブルクミュラーが作曲した「25の練習曲 作品100」は、日本のヤマハがピアノ教則本として採用している。通常、ヤマハの生徒は8歳から10歳でこの教則本で練習を行う。
弟のノルベルト・ブルグミュラー（1810年 - 1836年）も作曲家・ピアニストで将来を有望視されていたが、26歳で夭折した。

## 主な作品

### ピアノ曲
「25の練習曲」と「18の練習曲」の訳題は編者によって異なるが、下記は全音楽譜出版社ピアノライブラリー（括弧内は北村智恵校訂版のタイトル）に準拠したものである(カワイ出版社のものはタイトル、表記編集が異なる)。近年刊行された、同じく全音から出版されている北村智恵校訂版の方が、原題に忠実な訳となっている。
「12の練習曲」については、原題は1861年にフランスで刊行されたブノワ・エネ初版のタイトルを記述、訳題は音楽之友社から出版されている2014年新版に準拠したものである。
- 25の練習曲 作品100[1][4]

1. 素直な心（すなおな心） - La Candeur
2. アラベスク - L' Arabesque
3. 牧歌（パストラル） - La pastoral
4. 子供の集会（小さなつどい） - La petite Reunion
5. 無邪気 - Innocence
6. 進歩 - Progres
7. 清い流れ（清らかな小川） - Le Courant limpide
8. 優美（優しく美しく） - La Gracieuse
9. 狩猟（狩） - La hasse
10. やさしい花 - Tendre Fleur
11. せきれい - La Bergeronnette
12. さようなら（別れ） - L' adieu
13. なぐさめ（コンソレーション） - Consolation
14. スティリアの女（シュタイヤー舞曲[5]） - La Styrienne
15. バラード - Ballade
16. 小さな嘆き（ちょっとした悲しみ） - Douce Plainte
17. おしゃべり（おしゃべりさん） - La Babilarde
18. 心配（気がかり） - Inquietude
19. アベ マリア - Ave Maria
20. タランテラ - La tarentelle
21. 天使の声（天使の合唱） - L' Harmonie des Anges
22. 舟歌（バルカロール） - Barcarolle
23. 帰途（再会） - Le Retour
24. つばめ - L' Hirondelle
25. 貴婦人の乗馬（乗馬） - La Chevaleresque

- 18の性格的な練習曲 作品109[3]

単に「18の練習曲」とも呼ばれることも多い。
1. ないしょ話（打ち明け話） - Confidence
2. 真珠 - Les perles
3. 家路につく牧童（羊飼いの家路） - Le retour du pâtre
4. ジプシー（ジプシーたち） - Les bohémiens
5. 泉 - La source
6. 陽気な少女（お茶目さん） - L'enjouée
7. 子もり歌（ベルスーズ） - Berceuse
8. アジタート（はげしく） - Agitato
9. 朝の鐘（朝の祈りの鐘） - La cloche des matines
10. すばやい動き（すばやい指さばき） - La vélocité
11. セレナード - La sérénade
12. 森での目ざめ - Le réveil dans les bois
13. 大雷雨 - L'orage
14. ゴンドラの船頭歌（ゴンドリエの歌） - Refrain du gondolier
15. 空気の精（風の精） - Les sylphes
16. わかれ（別れ） - La séparation
17. マーチ（行進曲） - La marche
18. つむぎ歌（紡ぎ歌） - La fileuse

- 12の旋律的で華麗なる練習曲 作品105[6]

単に「12の練習曲」とも呼ばれることも多い。括弧内はブノワ・エネ初版の番号。
1. 春の歌 - Chant du printemps
2. ドラマティック - La dramatique
3. 魔法のようにうっとり - L' enchanteresse
4. ラ・カンパネラ - La campanella
5. 魅せられて（第8番） - Extase
6. 夕べの時（第7番） - L' heure du soir
7. 鬼火（第5番） - Feu follet
8. 泉のほとりで（第6番） - Prés d'une fontaine
9. 歓喜 - Allegrezza
10. 涙 - Les larmes
11. 北国のハープ - Harpe du nord
12. 英雄 - L' héroïque

### バレエ音楽
- ラ・ペリ